# Karl Hirschbold
Karl Hirschbold (* 14. September 1908 in Wien; † Oktober 1994 ebenda) war ein österreichischer Lehrer, Buchautor und Radiojournalist.

## Leben
Hirschbold besuchte zunächst in Wien fünf Jahre lang die Volksschule und anschließend drei Jahre lang die Bürgerschule. Als Schüler selbiger konnte er sich zur Aufnahme in die Bundeslehranstalt in Wien, einer Institution zur Ausbildung von Volksschullehrern, qualifizieren. Den Abschluss an der Bundeslehreranstalt bildete eine Reifeprüfung, die der österreichischen Matura bzw. dem deutschen Abitur ähnlich war und die Hirschbold 1927 ablegte. Danach belegte er Lehrerbildungskurse am Pädagogischen Institut der Stadt Wien, und anschließend schrieb er sich an der Universität Wien für das Studium der Germanistik und Anglistik ein, das er mit dem sogenannten Absolutorium abschloss, einem ungefähren Äquivalent zum Ersten Staatsexamen. 1933 trat Hirschbold in den Schuldienst ein, unterrichtete zunächst an Volksschulen, später dann in erster Linie Englisch an Hauptschulen. Über seine Tätigkeit in der Zeit vom sogenannten Anschluss Österreichs bis zum Ende des Zweiten Weltkriegs ist bisher weiter nichts bekannt. Nach dem Zweiten Weltkrieg fiel Hirschbold durch seine hervorragenden Leistungen in der Gestaltung des Fremdsprachenunterrichts auf und wurde zum Fachberater für Englisch im Bereich des Stadtschulrats Wien bestellt. Dort arbeitete Hirschbold, bis er sich 1970 freiwillig in den Ruhestand begab. Er ist Autor zahlreicher Lehrbücher für den Englischunterricht. Daneben gestaltete Hirschbold auch über 50 Schulfunksendungen für den Deutschunterricht.
Hirschbold verstarb 1994 und ist am Baumgartner Friedhof (Gruppe DA, Nummer 107) in Wien begraben.

## Arbeit als Sprachpfleger
Der breiten Öffentlichkeit Österreichs ist Hirschbold aber vor allem als Sprachpfleger bekannt, und zwar aus Rundfunksendungen wie Das richtige Wort am richtigen Ort, Blüten aus dem Blätterwald, und Achtung! Sprachpolizei!, sowie durch zahlreiche seiner Publikationen zum Thema.
Hirschbolds Sendung „Achtung Sprachpolizei!“ gehörte zu den wenigen Programmen, denen es gelang, aufgrund ihrer Popularität die Schwelle der Rundfunkreform von der RAVAG zum ORF 1967 erfolgreich zu überwinden. Von 1952 bis 1978 wurden insgesamt 475 Folgen produziert, in denen auf humoristische, aber leicht autoritäre Art „schludriger“ und inkorrekter Umgang mit der deutschen Sprache kritisiert wurde (beispielsweise der tendenziell zunehmende Wegfall des „Genitiv-S“, Verstöße gegen die Regel „wenn ist würdelos“, falsch bezogene Relativsätze). Zur Beliebtheit der Sendung trug auch die schwungvolle Kennmelodie bei, sowie der selbstironisch gefärbte Text (Zitat: „Streng vermerkt der Sprachpolizist, was gegen die Gesetze der Grammatik ist...doch dringt einmal ein Schuss an unser Ohr, dann ist es nur ein Schuss...Humor“). Aufgrund des Erfolgs der Sendung war Hirschbold um 1960 auch als Sachbuchautor tätig, ab 1977 schrieb er für die Zeitung Die Presse die Kolumne Pirschgänge im Sprachrevier, von der eine Sammlung in Buchform erschien.
Karl Hirschbold war auch Ehrenmitglied im Verein Muttersprache und dort sprachpflegerisch tätig.

## Auszeichnungen und Ehrungen
Für seine Leistungen wurde Hirschbold mehrfach ausgezeichnet:
- 1960 Ehrenplakette des Österreichischen Rundfunks
- 1961 Förderungspreis für Volksbildung
- 1969 Ehrentitel Professor
- 1969 Goldenes Verdienstzeichen des Landes Wien

## Werke (Auswahl)
- Achtung! Sprachpolizei! Ein Lachkabinett für jedermann. Wien: Verlag für Jugend und Volk. 1956.
- Tagebuch eines Sprachpolizisten. Wien: Verlag für Jugend und Volk. 1958.
- Diktieren und Tippen. Der richtige Umgang mit der deutschen Sprache im Beruf. München: Südwest-Verlag. 1963.
- Satzzeichen, richtig gesetzt. Wien: Verlag für Jugend und Volk. 1964.
- English is easy. Ein Lehrbuch für die zweiten Klassenzüge der vierten Hauptschulklassen. Wien: Deuticke. 1966.
- I learn English : Lehrgang der englischen Sprache. Wien: Österreichischer Bundesverlag für Unterricht, Wissenschaft und Kunst. 1967.
- A hammer for grammar. Englische Grammatik für Hauptschulen und für den polytechnischen Lehrgang. Wien: Österreichischer Bundesverlag für Unterricht, Wissenschaft und Kunst. 1968.
- Time for packing Ein Lehr-, Übungs- u. Wiederholungsbuch für die 4. Klasse der Hauptschulen. Wien: Österreichischer Bundesverlag für Unterricht, Wissenschaft und Kunst. 1970.
- Besseres Deutsch von A bis Z. Ein Nachschlagewerk für Österreicher. Wien: Österreichischer Bundesverlag für Unterricht, Wissenschaft und Kunst. 1976.
- Pirschgänge im Sprachrevier. Düsseldorf : Erb. 1985.
- Wegweiser im Labyrinth der Sprache. 1000 Beispiele grammatischer Fehltritte. Wien: Österreichischer Bundesverlag. 1986.
- Look and speak. Wien: Österreichischer Bundesverlag für Unterricht, Wissenschaft und Kunst. 1988.